# Николсон, Крис
Кристофер Джон «Крис» Николсон (англ. Christopher John "Chris" Nicholson; 16 марта 1967 года, в г. Бекслихит Англия) — новозеландский конькобежец, шорт-трекист и велогонщик; Чемпион мира 1993 года и серебряный призёр чемпионата мира 1991 года. Участвовал в зимних Олимпийских играх 1992, 1994 года и летних Олимпийских играх 1992 года. Был знаменосцем Новой Зеландии на церемонии открытия зимних Олимпийских игр 1992 года.

## Биография
Крис Николсон родился в Англии и в раннем детстве вместе с семьёй переехал в Новую Зеландию. В возрасте 14 лет он увлёкся катанием на коньках, а также увлекался велогонками, и часто подбадривал младшего брата Эндрю для занятии спортом. Его дебют на международной арене состоялся на чемпионате мира по шорт треку в Амстердаме, где он стал 21-м в общем зачёте. Через год на чемпионате мира в Шамони поднялся на 15-е место, а в 1987 году вместе с братом они участвовали на чемпионате мира в Монреале, где в составе эстафетной команды заняли 9-е место.
В 1991 году на чемпионате мира в Сиднее вместе с партнёрами выиграл серебряную медаль в эстафете, первую для Новой Зеландии в этом виде спорта. В 1992 году на зимних Олимпийских играх в Альбервилле новозеландская эстафетная команда была одним из фаворитов и вышла в финал, где заняла 4-е место. В забеге на 1000 м поднялся на 17-е место. В том же году на летних Олимпийских играх в Барселоне участвовал в командной велогонке на время на 100 км и занял 10-е место.
В 1993 году на очередном чемпионате мира в Пекине Крис завоевал золотую медаль в эстафете вместе со своим братом Эндрю. На зимних Олимпийских играх в Лиллехаммере Николсон с командой заняли 8-е место в эстафете, на дистанции 500 м занял 29-е место, а в забеге на 1000 м стал 28-м. В том же году он перестал бегать в шорт-треке и посвятил себя полностью велоспорту.
В 1997 году Николсон стал чемпионом Новой Зеландии по велоспорту в 40 км гонке на время, а 1999 году занял 2-е место на этой же дистанции. В 2008 году он вновь поднялся на 1-е место в гонке на время «Masters 2», а его сын Томас выиграл в гонке на время 10 км среди юношей до 15 лет. Это была 50-я победа Криса в соревнованиях по конькобежному спорту и велогонкам. Он продолжал участвовать в Национальных соревнованиях по велогонкам до 2016 года.

## Личная жизнь
В ноябре 2013 года Крис Николсон перенёс остановку сердца. Он сидел за своим столом на работе, и сердце начало сходить с ума. После этого он проснулся в больнице два дня спустя. На работу Крис вернулся в начале декабря. В апреле 2019 года он участвовал в ежегодном велотуре Оушен-Бей и был частью некоммерческой организации «Team 360», которая обеспечивает мотивацию и поддержку людям с различными способностями.